# دهستان کلیجان‌رستاق علیا

موقعیت دهستان کلیجان رستاق علیا در شهرستان ساری. روستای هولار در میانهٔ این دهستان

دهستان کلیجان رستاق علیا، دهستانی است از توابع بخش کلیجان رستاق شهرستان ساری در استان مازندران.
جمعیت این دهستان بر اساس سرشماری سال۱۴۰۰ در حدود (۲٬۹۵۵ خانوار) ۸٬۴۶۱ نفر است.